# みんなでつくる『みんチャン!』
『みんなでつくる みんチャン！』は、2016年7月から2016年12月までTOKYO MXで放送されていたバラエティ番組である。

## 概要
注目の動画クリエーター紹介や動画制作の舞台裏取材など、小中高生に人気のYouTuberとTOKYO MXとの様々なコラボ企画を行う。
番組はTOKYO MXのほか、エムキャスやYouTube（UUUMTV）でもリアルタイム配信されている。

## 出演者

### レギュラー出演者
- 杉山優奈
- ぼくカバン
- HIKAKIN
- トラフィックライト。（むすめん。）
- ayanononono、こうじょうちょー
- みんチャン!ゲーム部（ぎこちゃん、じゃじゃーん菊池、みやゆう、ゆきりぬ）

### 出演クリエイター
- アバンティーズ
- おるたなChannel
- Kazu
- カリスマブラザーズ
- じゃじゃーん菊池
- はじめしゃちょー
- ポッキー
- 三浦TV
- 水溜りボンド
- みやゆう
- Fischer's

## スタッフ
- ナレーター：宮坂俊蔵
- 企画：齋川光行、後藤大輔
- 構成：渡辺創、平村隼人
- 操演：石川一賀
- 制作：蛭田芳郎、三堀信一
- 制作統括：茅根由希子
- 演出：岸本周子
- プロデューサー：岩井徹央、真田大輔
- 制作協力：ビーファイン
- 製作著作：TOKYO MX